# Jake Beckford
Jake Gerardo Beckford Edwards (San José, 31 de julio de 1994) es un futbolista costarricense. Su actual equipo es  Escorpiones de Belén de la Segunda División de Costa Rica.

## Trayectoria
Proveniente de la Ligas menores de Liga Deportiva Alajuelense.
Fue la empresa Costarricense-Norteamericana Fútbol Consultants LLC que de manera oficial comunicó la exitosa negociación e incorporación del jugador de origen costarricense al Carolina Railhawks de la USL First Division de los Estados Unidos. Jake fue titular indiscutible de la anterior Selección Infantil de Costa Rica; fue presentado oficialmente por el club de los Estados Unidos el día lunes 6 de agosto Y tras un acuerdo el próximo año será traspasado al FC Kaiserslautern de la Bundesliga. 
El contrato que se firmó con Carolina incluye el acuerdo para que se incorpore al  FC Kaiserslautern de la Busdesliga en el 2013. Esto debido a que ambos clubes mantienen un acuerdo de intercambio de jugadores.
"Muy emocionado por unirme al grupo de jugadores ticos que juegan en el extranjero, la verdad es que durante el tiempo que estuve en Carolina logre mejorar muchísimo tanto en el aspecto físico como en lo futbolístico ya que el ritmo de allá es demasiado alto. Estoy trabajando muy duro y a conciencia esperando que me den la oportunidad en la Selección Sub 20 y así ser tomado en cuenta para competir por un puesto para el pre-mundial en México. Por el momento lo dejo en manos de Dios yo llegó el lunes a USA y de inmediato seguiré trabajando para que se me abran mas puertas. También quiero agradecer a mis agentes de Fútbol Consultants que han invertido mucho en mi y me han dado esta oportunidad" dijo Beckford en ese momento.

## Clubes
| Club                            | País           | Año           |
| ------------------------------- | -------------- | ------------- |
| Carolina Railhawks              | Estados Unidos | 2012 - 2013   |
| Limón Fútbol Club               | Costa Rica     | 2014 - 2015   |
| Club Sport Uruguay de Coronado  | Costa Rica     | 2015 - 2016   |
| Asociación Deportiva San Carlos | Costa Rica     | 2016 - 2017   |
| Liga Deportiva Alajuelense      | Costa Rica     | 2017 - 2018   |
| UCR Fútbol Club                 | Costa Rica     | 2019          |
| Municipal Pérez Zeledón         | Costa Rica     | 2019 - 2020   |
| Fútbol Consultants Desamparados | Costa Rica     | 2020          |
| Limón FC                        | Costa Rica     | 2021          |
| Municipal Liberia               | Costa Rica     | 2021          |
| Asociación Deportiva Carmelita  | Costa Rica     | 2022 - 2023   |
| Guadalupe Fútbol Club           | Costa Rica     | 2023          |
| Escorpiones de Belén            | Costa Rica     | 2024 - actual |